# 松德比贝里市镇
松德比贝里市镇（瑞典語：Sundbybergs kommun）是瑞典中东部斯德哥尔摩省的一个市镇，位于瑞典首都斯德哥尔摩的正北方。松德比贝里市镇完全位于斯德哥尔摩城区以内，因此它所有的人口均为城市人口。松德比贝里是该市的治所。